# Dulcémele de los Apalaches
El dulcémele de los Apalaches, también conocido como dulcémele de montaña, es un instrumento folclórico de cuerda punteada, de procedencia incierta, pero con características derivadas del scheitholt alemán y del hummel escandinavo, tocado en el sur de los montes Apalaches (Estados Unidos). También tiene cierta popularidad en la música tradicional castellana de la Provincia de Cuenca, destacando los dulcimeres construidos en la localidad de Casasimarro.
Consiste en una caja de resonancia ovalada, alargada y plana en la cual está montado un diapasón estrecho. El número de cuerdas varía entre 3 y 5.

## Músicos
- Brian Jones (Rolling Stones)[2]
- Joni Mitchell[3]
- Greg Lake (ELP)